# Cupa Hans Herzog 1914
Die Cupa Hans Herzog 1914 war das 5. Turnier in der Geschichte der rumänischen Fußballmeisterschaft.
| Pl. | Verein                  | Sp. | S | U | N | Tore    | Quote | Punkte |
| --- | ----------------------- | --- | - | - | - | ------- | ----- | ------ |
| 1.  | Colentina Bukarest      | 2   | 2 | 0 | 0 | 007:000 | ∞     | 04:0   |
| 2.  | Bukarester FC           | 2   | 0 | 1 | 1 | 001:300 | 0,33  | 01:30  |
| 3.  | Cercul Atletic Bukarest | 2   | 0 | 1 | 1 | 001:600 | 0,17  | 01:30  |

| 1914                    | COL | BFC | CAB |
| Colentina Bukarest      |     | 2:0 | 5:0 |
| Bukarester FC           | –   |     | 1:1 |
| Cercul Atletic Bukarest | –   | –   |     |

## Kreuztabelle

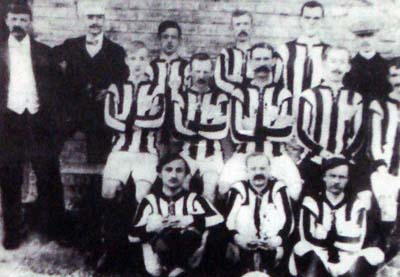
Die Meistermannschaft von Colentina